# رامبد لطفی
رامبد لطفی (زاده ‍۱۳۳۵ - تهران) کارگردان ایرانی است.
وی فارغ التحصیل هنرستان هنرهای زیبای پسران تهران است. او دستیار «خسرو هریتاش» در انجمن سینمای جوانان ایران بوده است. وی در سال ۱۳۶۰ گروه فیلم و سریال شبکه ۲ سیمای جمهوری اسلامی ایران را راه‌اندازی کرد و در سال ۱۳۶۳ برای ادامه تحصیل به کشور مجارستان رفت، سپس در سازمان سینمایی دولتی مجارستان MAFILM استخدام و مشغول به کار شد.

## کارگردان
- زن شرقی (۱۳۷۶)
- بازگشت از بوداپست (۱۳۷۴)
- وقت سیب (۱۳۸۷)[۱]

## نویسنده
- بازگشت از بوداپست (۱۳۷۴)

## بازیگر
- چشمهایم برای تو (۱۳۷۱)